# Ammochostos-Stadion
Das Ammochostos-Stadion (griechisch Γήπεδο Αμμόχωστος) ist ein Fußballstadion in Larnaka im gleichnamigen Bezirk auf Zypern.

## Geschichte
Aufgrund der türkischen Besetzung der Stadt Famagusta seit 1974 konnte der Nea Salamis Famagusta Fußballverein das ursprüngliche Heimspielstätte nicht nutzen, dadurch zog dieser nach Larnaka und baute ab Dezember 1989 ein eigenes Stadion.
Das erste offizielle Spiel auf der Anlage wurde am 12. Oktober 1991 zwischen Nea Salamis Famagusta und Evagoras Paphos ausgetragen. Dabei gewann Nea Salamis Famagusta 4:1. Am 17. Mai 1992 war es Austragungsort des Endspiels der U-16-Fußball-Europameisterschaft 1992 zwischen Deutschland und Spanien, wobei Deutschland mit 2:1 gewann.